# Ɩ̀
Cette page contient des caractères spéciaux ou non latins. S’ils s’affichent mal (▯, ?, etc.), consultez la page d’aide Unicode.
Ɩ̀ (minuscule : ɩ̀), appelé iota accent grave, est un graphème utilisé dans l’écriture du dagara du Nord, du goo, du gouro, du nuni, du puguli, du tafi, du toura. Il s’agit de la lettre iota diacritée d'un accent grave.

## Représentations informatiques
Le iota accent grave peut être représenté avec les caractères Unicode suivants (latin étendu B, Alphabet phonétique international, diacritiques), :
| formes    | représentations | chaînes de caractères | points de code | descriptions                                          |
| --------- | --------------- | --------------------- | -------------- | ----------------------------------------------------- |
| capitale  | Ɩ̀               | Ɩ◌̀                    | U+0196 U+0300  | lettre majuscule latine iota diacritique accent grave |
| minuscule | ɩ̀               | ɩ◌̀                    | U+0269 U+0300  | lettre minuscule latine iota diacritique accent grave |